# Nasielsk
Pour les articles homonymes, voir Nasielsk (homonymie).
Nasielsk (prononciation : [ˈnaɕelsk]) est une ville polonaise de la gmina de Nasielsk et du powiat de Nowy Dwór Mazowiecki de la voïvodie de Mazovie dans le centre-est de la Pologne.
La ville est le siège administratif (chef-lieu) de la gmina de Nasielsk.
Elle se situe environ 21 km au nord-est de Nowy Dwór Mazowiecki (siège du powiat) et 45 km au nord de Varsovie (capitale de la Pologne).

## Histoire
Avant 1930, existe une usine de fabrication de boutons (nacre, bakélie), appartenant à la famille Filar. Elle est récupérée par les occupants allemands, qui en diffusent davantage la production. Bianca Stigter en fait un élément de son film documentaire Pologne 1938, les vestiges d'un monde perdu (2022), à partir de trois minutes d'un film de 1938 amateur retrouvé. Le 3 décembre 1939, 2 000 juifs sont déportés vers divers ghettos, et encore 1600 vers la fin du mois, avant le transfert à Treblinka. Un certain nombre d'autres parviennent à rejoindre la partie occupée par les soviétiques, avant de repartir en camp en Sibérie. Au total, une centaine de juifs de Nasielsk sont en 1945 survivants. Un millier de Polonais (non juifs) sont déportés dès 1940 pour faire la place à des colons allemands.	
De 1975 à 1998, Nasielsk est attachée administrativement à la voïvodie de Ciechanów.

Depuis le 1er janvier 1999, à la suite de la réforme administrative et territoriale, Nasielsk fait partie de la Voïvodie de Mazovie.

## Personnalités liées à Nasielsk
- Rabbi Dovid Bornsztain, 3e Rebbe Sochatchover Rebbe.
- Ola Jordan - danseuse professionnelle dans le show TV Strictly Come Dancing.
- Renata Mauer (1969-), double championne olympique de tir.
- Tomasz Majewski -médaille d'Or du lancer de poids aux Jeux olympiques de 2008.
- Jarosław "pashaBiceps" Jarząbkowski - joueur professionnel Counter-Strike: Global Offensive et ancien joueur Counter-Strike.